# Complejo de Carney
Complejo de Carney(CNC) es un síndrome que forma parte de las neoplasias endocrinas múltiple. Es hereditario de tipo autosómico dominante que se caracteriza principalmente por hiperpigmentación cutánea, mixomas y afectación de las glándulas endocrinas.  Los nevus azules y la lentiginosis son parte de las características cutáneas principales.  Los mixomas suelen presentarse en la piel y tejido subcutáneo, en el corazón y también en tejido mamario.  Las glándulas endocrinas suelen presentar una hiperreactividad. El complejo de Carney es diferente a la Triada de Carney, por ende no hay que confundirlos.

## Epidemiología
El complejo de Carney (CNC) es una patología infrecuente, afecta principalmente a personas mayores de 50 años (95%) de prevalencia en el sexo femenino (63%).  El 73% de los casos presentan mutaciones del gen PRKAR1A y no tiene una etnia de preferencia.

## Manifestaciones Clínicas
Las manifestaciones clínicas son muy variables según los pacientes, no todos presentan todos de manera simultánea:
Lesiones cutáneas
La manifestación cutánea más frecuente en un paciente con el Complejo de Carney es la lentiginosis cutánea. Puede presentarse en los pacientes desde su nacimiento pero no llega a desarrollarse en su manera típica sino hasta que se alcanza la adolescencia, esto facilita su diagnóstico temprano.  Suele ubicarse en el rostro, especialmente en los labios, párpados, conjuntiva y mucosa oral y genital. En la década de los 40 años, la lentiginosis suele desaparecer. Entre las lesiones cutáneas, también podemos encontrar los mixomas cutáneos. Los mixomas cutáneos son lesiones de tipo papular o nódulos subcutáneos de aspecto liso y color anacarado o rosado. Pueden presentarse en la piel, canal auditivo externo y en las mamas.  Son de distribución localizada y generalmente múltiples. También los pacientes pueden presentar múltiples nevus azules y nevus azules epitelioides.
Mixoma cardíaco
Es la manifestación no cutánea más frecuente y el responsable de más de un 50% de mortalidad en pacientes que presentan el complejo de Carney secundaria a fenómenos embólicos, oclusión valvular o fallo cardíaco. Presentan una agresividad mayor y una mayor tasa de recurrencia que las formas esporádicas o no relacionadas con el CNC. Suelen aparecer dentro de cavidad cardíaca y suelen ser múltiples.
Afectación a glándulas endocrinas
Entre las afectaciones endocrinas características del complejo de Carney, se puede presentar tumores endocrinos que desembocan a desórdenes como lo es el síndrome de Cushing. La manifestación principal endocrina del CNC es el síndrome de Cushing Independiente de ACTH debido a la Enfermedad Adrenocortical Nodular Pigmentada Primaria (PPAND).  Su diagnóstico puede llegar a ser difícil por el hipercortisolismo, que puede manifestarse de múltiples maneras. Las formas subclínicas del PPAND pueden manifestarse como explosivo, lentamente progresivo, asintomático y en algunos de los casos pueden ser espontáneos. 
Tiroides
Las manifestaciones tiroideas del complejo de Carney se enfocan principalmente abarcando todo desde patología nodular benigna de tiroides hasta un carcinoma diferenciado de tiroides. Un 25%  de los casos, se presentan tumores tiroideos, principalmente el adenoma folicular y de este 25% un 2,5% es de tipo maligno, como los carcinomas papilar o foliculares. No se asocia a hipertiroidismo ni a hipotiroidismo.
Gónadas
Los tumores testiculares suelen ser los tumores gonadales principales que se presentan en el complejo de Carney, específicamente tumores de células grandes calcificadas de Sertoli y en algunos casos de Leydig. Por medio de la ecografía son fácilmente diagnosticados por observación de las microcalcificaciones bilaterales. Puede llegar a producir ginecomastia en varones.

## Fisiopatología
El complejo de Carney suele estar relacionado con mutaciones del gen PRKAR1A en el cromosoma 17q23-q24, el cual es un gen que funciona como gen supresor tumoral.  Otra variación del complejo de Carney, son los cambios genéticos en el gen 2p16. Ambas formas de complejo de Carney son de tipo autosómico dominante y a pesar de que son genéticamente diferentes, fenotípicamente son iguales.

## Diagnóstico
| Los criterios diagnósticos del Complejo de Carney son: Se requieren de dos o más criterios clínicos para su determinación 1. Lentigos con distribución típica 2. Mixomas cutáneos o mucosos 3. Mixomas cardíacos 4. Mixomatosis de mama 5. Adenoma ductal de mama 6. Enfermedad Adrenocortical Nodular Pigmentada Primaria 7. Acromegalia por adenoma productor de GH 8. Tumor de células gigantes de Sertoli calcificantes o una imagen característica en la ecografía testicular. 9. Carcinoma tiroideo o nódulos hipoecoicos múltiples en persona joven. 10. Schwanoma psamomatoso melanocítico 11. Nevus azules tipo epitelioide 12. Osteocondromixoma O bien puede ser 1 criterio de los anteriores y un criterio suplementario de los siguientes: 1. Familiar de primer grado afecto de Complejo de Carney según estos mismos criterios 2. Mutación germinal inactivante del gen PRKAR1A. |

## Tratamiento
Para el complejo de Carney primeramente se debe realizar unos estudios iniciales con el fin de indicar posibles complicaciones presentes o que aparezcan a futuro. 
Estudio Inicial
Se debe realizar una exploración física donde se contempla el peso del paciente, la velocidad de crecimiento y la altura para descartar problemas de crecimiento como la acromegalia. También se busca manifestaciones de Cushing, palpación de testículos, mamas y tiroides, presión arterial y si presenta algún tipo de lesión cutánea ya mencionada anteriormente.
- Se le realiza estudios hormonales, como función tiroidea, ACTH, prolactina, cortisol basal, entre otros según sean los hallazgos clínicos del paciente.
- Se le realiza una ecografía abdominal, para descartar presencia de abultamientos o masas, en riñones, suprarrenales, ovarios, páncreas e hígado.
- Ecografía testicular
- Ecografía tiroidea
- Serie ósea
- Una ecografía mamaria en caso de palpar algún tipo de masa.
- TAC suprarrenal, en caso de manifestarse síndrome de Cushing, así como test largo de dexametasona.
- Manejo quirúrgico
- El manejo quirúrgico del Complejo de Carney depende de la manifestación clínica asociada, e incluye:
- Mixoma cardíaco: cirugía cardiaca (Aunque son muy difíciles de manejar quirúrgicamente debido a la relación con el corazón).
- Síndrome de Cushing: adrenalectomía bilateral.
- Adenoma hipofisario: cirugía transesfenoidal.
- Tumores tiroideos: Si se sospecha de malignidad, se le puede realizar un procedimiento quirúrgico.
- Mixoma cutáneo: Éxeresis.

## Seguimiento
Los pacientes diagnosticados con el Complejo de Carney deben realizarse constantemente exámenes para controlar la progresión de la enfermedad y determinar la presencia de nuevas manifestaciones clínicas.
- Examen físico anual durante la infancia
- Estudios hormonales anuales para controlar los niveles de prolactina y cada dos años estudiar el ACTH y el cortisol libre urinario de 24 horas.
- Ecografías ováricas/testiculares y ecocardiografías anuales, a menos que presente un mixoma cardíaco, que hay que realizarlo semestralmente.
- Ecografías abdominales (renal, suprarrenal y pancreática) y tiroideas cada dos años.
- Radiografía ósea o ecografía mamaria en caso de que las manifestaciones clínicas lo ameriten.